# خانه معتمدی
خانه معتمدی مربوط به دوره قاجار است و در زواره، محله حسینیه بزرگ، شماره ۱۷۲ واقع شده و این اثر در تاریخ ۲۴ اسفند ۱۳۸۳ با شمارهٔ ثبت ۱۱۵۸۹ به‌عنوان یکی از آثار ملی ایران به ثبت رسیده است.